# Mammillaria discolor
Mammillaria discolor är en kaktusväxtart som beskrevs av Adrian Hardy Haworth. Mammillaria discolor ingår i släktet Mammillaria och familjen kaktusväxter. Inga underarter finns listade i Catalogue of Life.

## Bildgalleri

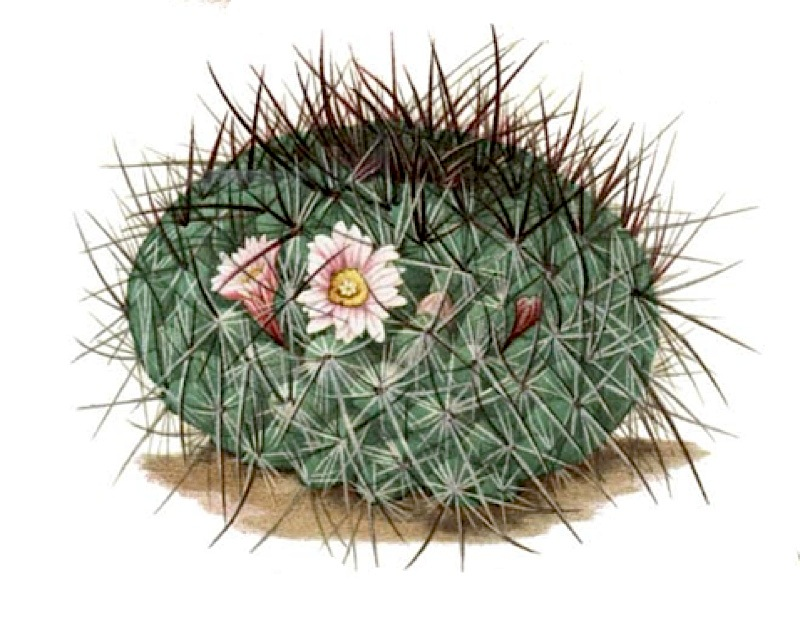
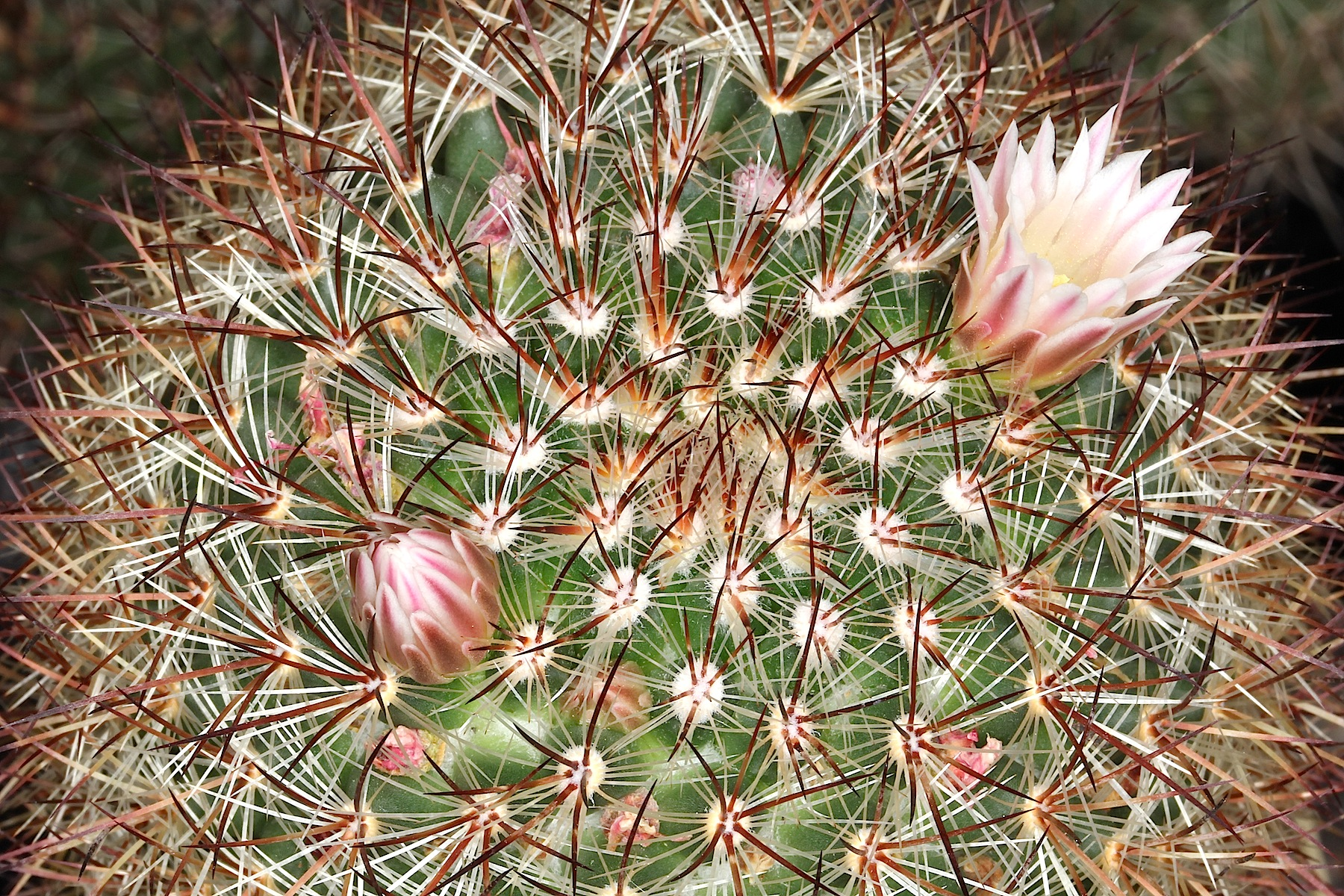